# Мирослав Берич
Мирослав Берич (20 січня 1973) — сербський баскетболіст.
Срібний призер Олімпійських Ігор 1996 року.
Чемпіон Європи 1995, 1997 років.
Чемпіон світу 1998 року.